# Geisterbahnhof

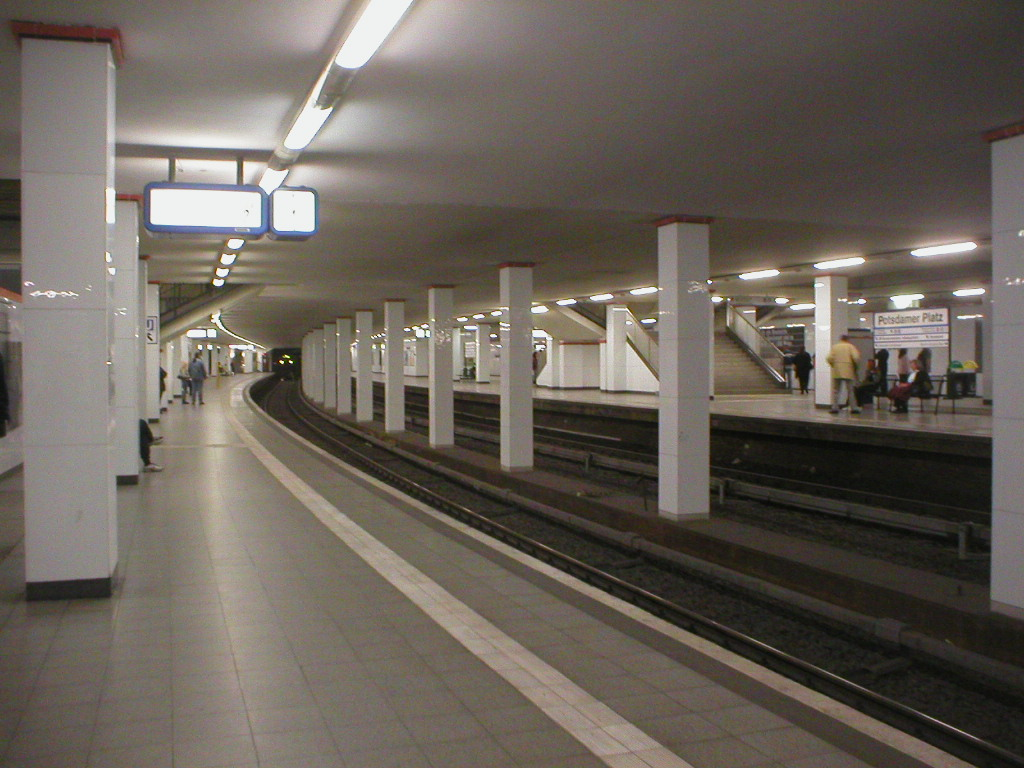
Der wiedereröffnete und inzwischen umgebaute ehemalige Geisterbahnhof Potsdamer Platz

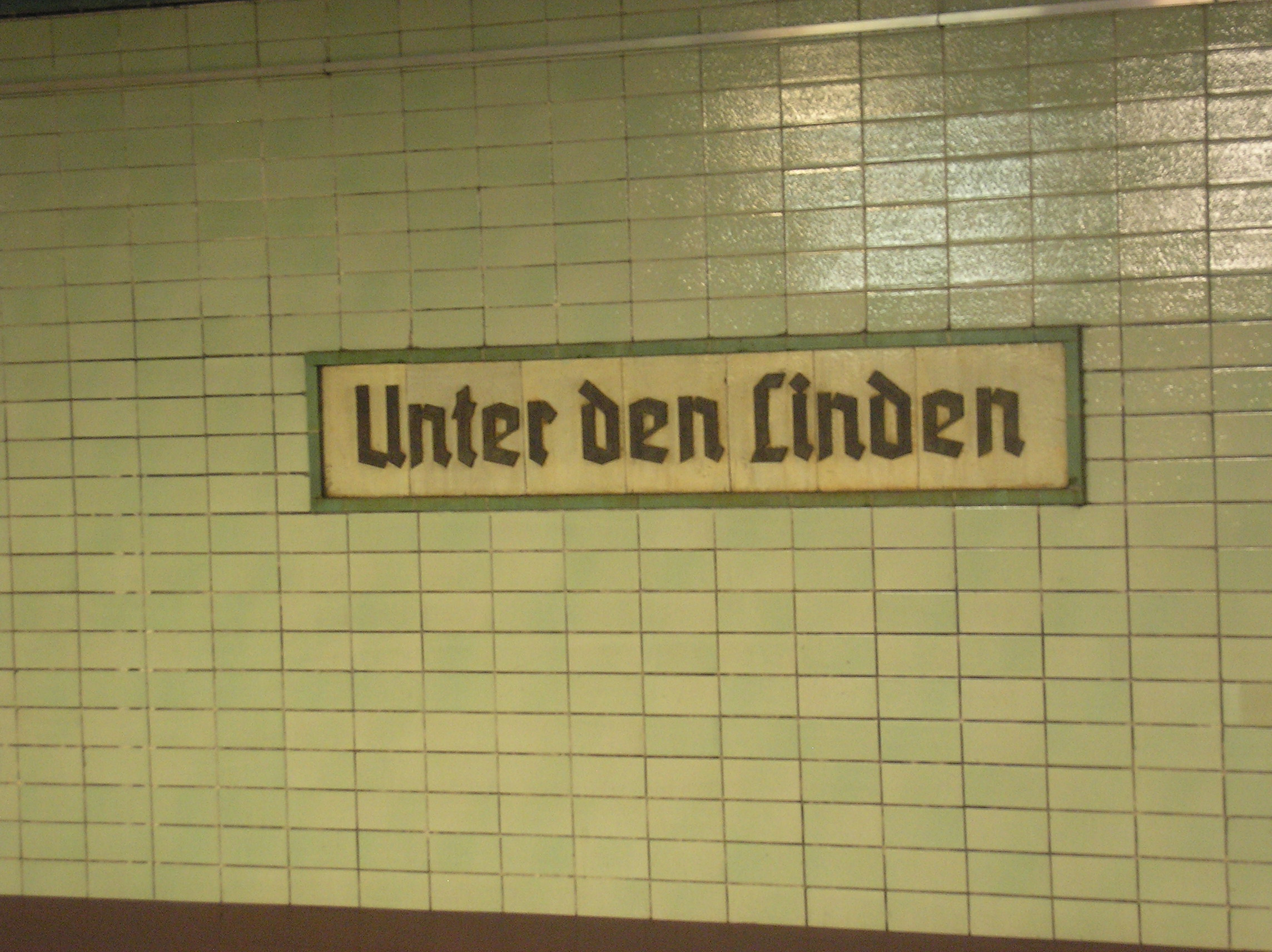
Bahnhofsschild des ehemaligen Geisterbahnhofs Unter den Linden aus den 1930er Jahren, inzwischen umbenannt in ‚Bahnhof Brandenburger Tor‘

Geisterbahnhof ist ursprünglich eine umgangssprachliche Bezeichnung (und im deutschsprachigen Raum erstmals dort verwendet) für die in Berlin zwischen dem Bau der Berliner Mauer 1961 und ihrem Fall 1989 im Tunnel gelegenen S- und U-Bahnhöfe, die wegen der Teilung der Stadt zu reinen Durchfahrstationen wurden. Dabei hatte die Berliner Umgangssprache die Assoziation zu Geisterbahn und Bahnhof aufgegriffen, da einerseits diese Bahnhöfe in Tunnelstrecken lagen, aber für die Reisenden das Durchfahren dieser Stationen mit verminderter Geschwindigkeit zwischen 1961 und 1989 tatsächlich ein unbestimmtes Gefühl erzeugte, das als gespenstisch, klaustrophobisch oder gar als gruslig beschrieben wurde.
Ausgehend davon dehnte sich dieser Begriff allerdings aus und wird heute beispielsweise für einen Bahnhof, der nie in Betrieb genommen wurde oder sich baulich zwar in weitgehend betriebsbereitem Zustand, jedoch nicht mehr in Nutzung befindet, und ähnliche Fälle verwendet. Dies betrifft zunehmend auch stillgelegte oberirdische Anlagen, bis hin zu ganz oder nur teilweise abgebauten Güter- und Rangierbahnhofsanlagen, die als ungenutzte oder nur minder genutzte Brachen einer neuen Nutzung nicht oder noch nicht zugeführt werden konnten. Teilweise werden sogar relativ rudimentäre Bauvorleistungen für geplante, aber (noch) nicht realisierte Bahnhöfe – gerade solche im Untergrund – in populärer Literatur und der Tagespresse als „Geisterbahnhöfe“ bezeichnet.
Diese (erheblich ausgeweitete) Begriffsbildung hat jedoch mit deren ursprünglicher Entstehung nichts mehr gemeinsam; diese war auf wenige S- und U-Bahnhöfe in Berlin bezogen.

## Historie
Der Begriff Geisterbahnhof wurde im deutschsprachigen Raum ausgehend von Berlin geprägt: Er wurde zunächst den Ost-Berliner Tunnelbahnhöfen der S- und U-Bahn zugeordnet, die am Sonntag, dem 13. August 1961, am Tag des Baubeginns der Berliner Mauer, während der Betriebsruhe zwischen 1 und 4 Uhr für den Fahrgastwechsel gesperrt und fortan von drei West-Berliner Linien ohne Halt durchfahren wurden. Dies ergab sich durch die Lage des Bezirks Mitte, der zum Ostteil der Stadt gehörte und im Norden, Westen und Süden an West-Berlin grenzte. Er war bis 1961 von zwei U-Bahn-Linien (C und D, später: 6 und 8, heute: U6 und U8) und einer S-Bahn-Tunnelstrecke (ab 1984: S1 bzw. S2, heute: S1, S2, S25 und S26) bedient worden, die vom Westteil durch den Ostteil wieder in den Westteil führten. Die U-Bahnen waren dabei bei der Teilung des Unternehmens schon in den 1950er Jahren der BVG (West) zugeordnet worden, eine gänzliche Sperrung des Betriebes unterhalb des Bezirkes Mitte konnte oder wollte die DDR-Führung als Konflikt nicht riskieren, im Gegenteil: Für den Transitverkehr musste die BVG ab 1963 monatlich erhebliche D-Mark-Beträge an die BVB (Ost) überweisen.
Die Bezeichnung Geisterbahnhof gibt den Eindruck wieder, den Fahrgäste der West-Berliner Linien ab dem 13. August 1961 (und bis 1989) bekamen, wenn sie mit reduzierter Geschwindigkeit (bei der vor allem von West-Berlinern genutzten U-Bahn zunächst 15 km/h, später 25 km/h) durch einen der kaum beleuchteten, lediglich von einzelnen bewaffneten Grenzsoldaten (die eigentlichen Grenzbahnhöfe) oder Transportpolizisten (alle anderen Bahnhöfe) der DDR bewachten (ehemalig fahrgastseitig hochfrequentierten) Bahnhöfe fuhren: Dies war von dem DDR-Grenzregime einerseits beabsichtigt, eine unbestimmbare „Furcht“ zu verbreiten (weshalb verschiedenen West-Berliner Verbänden und Unternehmen die Nutzung dieser Linien untersagt war), andererseits regelte ab 1961 ein immer stärker ausgeklügeltes System des Grenzregimes die Verhinderung einer „Republikflucht“. Dass nach der Grenzöffnung 1989 die historisch einmalige Situation entstand, diese Stationen quasi im konservierten Zustand von 1961 dokumentieren zu können, wurde unter zum Teil abenteuerlichen Umständen wahrgenommen und ist heute eine wichtige Quelle zur Berliner Verkehrsgeschichte.
Auf den Netzspinnen der BVG-West waren diese mit von regulären Stationen abweichender Signatur und der Legende „Bahnhöfe, auf denen die Züge nicht halten“ gekennzeichnet, auf Ost-Berliner Plänen wurden sie gar nicht dargestellt. Die Fahrgäste wurden an den jeweils letzten Halten auf West-Berliner Gebiet durch Schilder und Durchsagen informiert – beispielsweise: „Voltastraße. Letzter Bahnhof in Berlin-West. Letzter Bahnhof in Berlin-West.“ Bis zum Berlin-Abkommen 1972 lautete die Ansage „Letzter Bahnhof im Westsektor, letzter Bahnhof im Westsektor“. In den 1950er Jahren war die Nennung der Schutzmacht des jeweiligen Sektors üblich, zum Beispiel: „Kochstraße. Letzter Bahnhof im Amerikanischen Sektor“.
Im englischsprachigen Raum spricht man von ghost station oder allgemein von abandoned (train) station, auch abandoned railway station, (sinnverwandt: stillgelegte (Eisenbahn)station). Im Französischen existiert der Begriff „Station fantôme“. Zahlreiche stillgelegte, ohne Halt durchfahrene oder nie genutzte U-Bahnhöfe der Pariser Métro werden als Stations fantômes bezeichnet.
Der Begriff Geisterbahnhof wurde in der Folge im deutschsprachigen Raum sehr häufig auf alle nicht-genutzten bzw. nicht-gebauten, folgend auch stillgelegte Bahnhofsanlagen übertragen, weshalb in Berlin, um die Abgrenzung deutlich zu machen, in neueren Veröffentlichungen der Begriff Grenz- und Geisterbahnhof verwendet wird: Damit soll deutlich gemacht werden, dass es sich hier um täglich (von der Zahl der Züge her) hochfrequentierte und genutzte Bahnanlagen einerseits handelte (also keineswegs etwa stillgelegte und nur noch nicht abgebaute Eisenbahnanlagen), aber auch aus Sicht der DDR an sechs Stellen um Grenzbahnhöfe, die auch mit den vorausgehenden U-Bahn-Stationen sukzessive analog der oberirdischen Berliner Mauer gesichert wurden.

## Situation in Deutschland (Auswahl)

### Berlin
Geisterbahnhöfe gibt es in der Regel erst, nachdem Bahnverbindungen aufgegeben wurden, was in Berlin erst seit dem 20. Jahrhundert der Fall war. Den allergrößten Anteil daran nimmt wegen der vollkommenen Separierung der beiden Stadthälften die Zeit während der Teilung Berlins ein. Zuvor gab es auch in Berlin gar keine Geisterbahnhöfe und danach nur zwei neue Fälle.
Am 4. Dezember 2020 entstanden zwei Geisterbahnhöfe: Auf der neueröffneten Strecke der U5 zwischen Alexanderplatz und Brandenburger Tor liegt der U-Bahnhof Museumsinsel, der nicht rechtzeitig fertig gestellt werden konnte, und darum bis einschließlich 8. Juli 2021 ohne Halt durchfahren wurde. Dessen Status als Geisterbahnhof war also von vornherein nur von vorübergehender Natur.
Anders verhält es sich mit dem U-Bahnhof Französische Straße auf der Linie U6, der 30 Jahre nach seiner Wiedereröffnung erneut, und diesmal endgültig, zum Geisterbahnhof wurde. Um eine gute Umsteigebeziehung zwischen U5 und U6 zu schaffen, wurde etwa 200 Meter nördlich der U-Bahnhof Unter den Linden als Turmbahnhof errichtet und dafür die bisherige Station aufgegeben.
Auch der U-Bahnhof Oranienplatz der Linie U8 gilt heutzutage als Geisterbahnhof, auch wenn er bereits 1927 gebaut wurde und nie in Betrieb genommen wurde.

#### Zeit der Stadtteilung

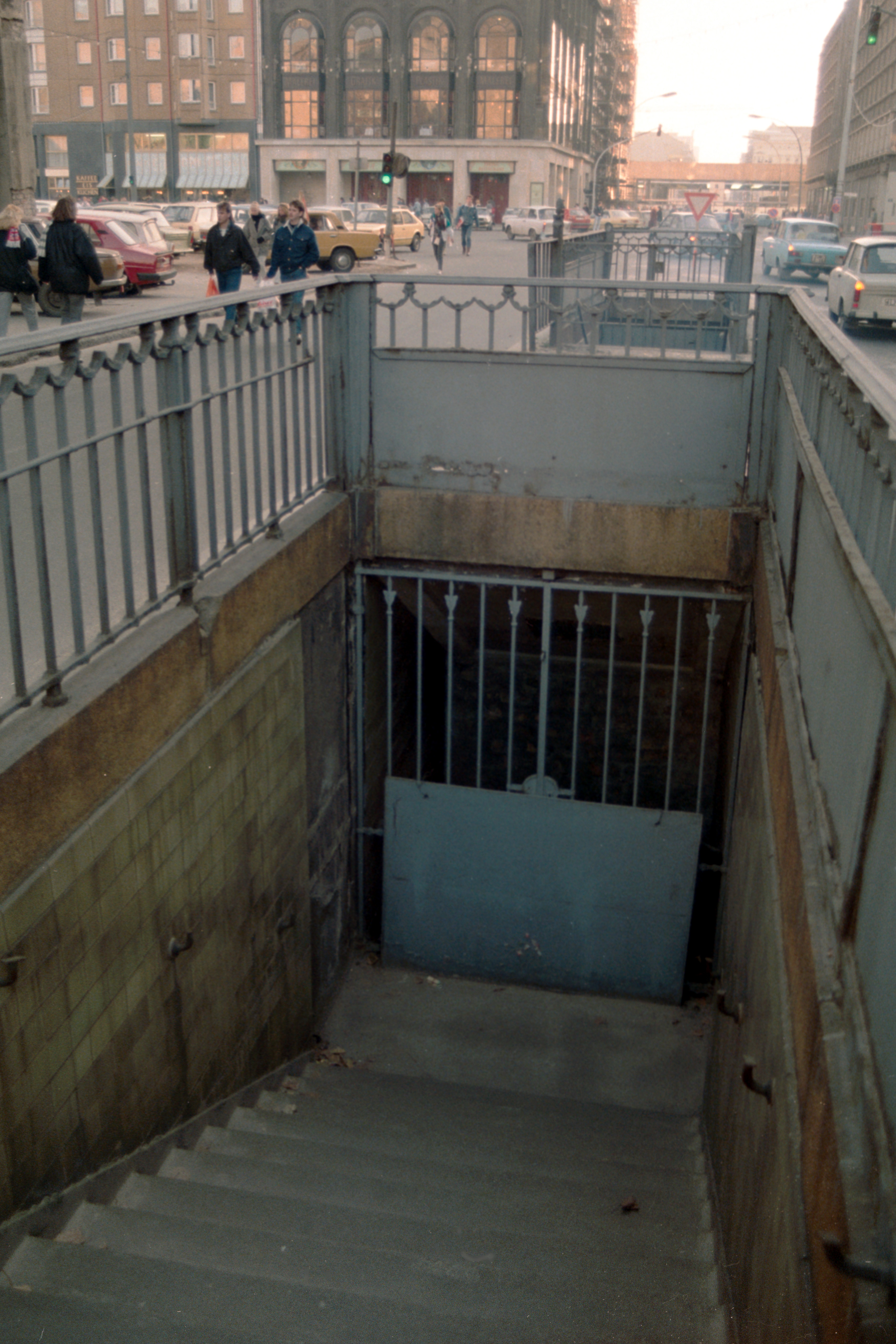
Gesperrter Zugang zum U-Bahnhof Stadtmitte, 1989

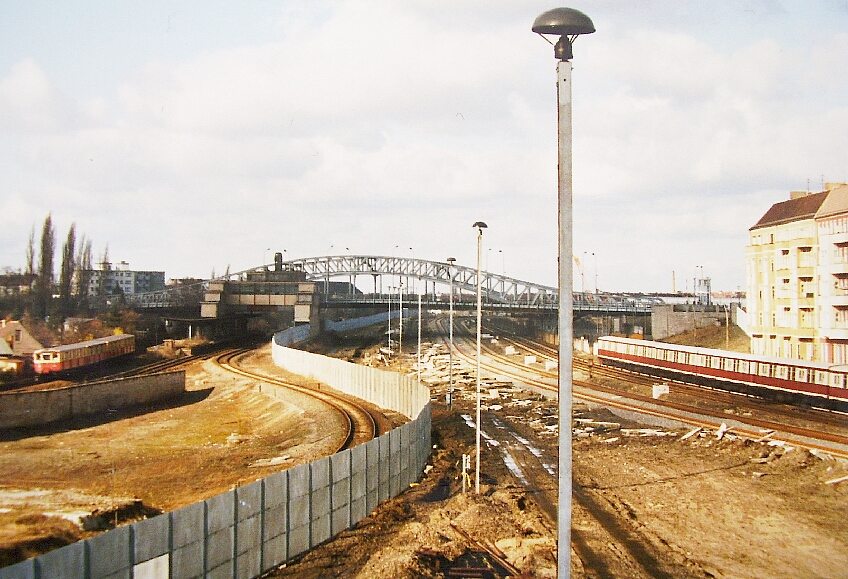
S-Bahnhof Bornholmer Straße, 1990

Mit der 1949 erfolgten Trennung der Berliner Verkehrsgesellschaft (BVG) in einen Ost- und einen Westteil gelangten die U-Bahn-Linien, die von und nach West-Berlin verkehrten, also die damaligen Linien A, B, C und D unter die Verwaltung der BVG-West, die Fahrzeuge und Fahrpersonal stellten. Gleise, Tunnel, Bahnhofsanlagen, Signaltechnik und Stromversorgung der in Ost-Berlin gelegenen Strecken verblieben bei der BVG-Ost (später: BVB).
Mit den Planungen zum Bau der Berliner Mauer wurde die Entscheidung getroffen, die Linie A am Bahnhof Potsdamer Platz (Linienbetrieb nur noch bis zur U-Bahn-Station Thälmannplatz) zu unterbrechen und die Linie B zwischen Schlesisches Tor und Warschauer Straße stillzulegen. Entschieden wurde auch, dass der Betrieb der Nord-Süd-Linien C und D (heute U6 und U8) sowie der der auf Ost-Berliner Gebiet unterirdisch verkehrenden Nord-Süd-S-Bahn aufrechterhalten wird, jedoch alle auf Ost-Berliner Seite gelegenen Bahnhöfe zu schließen und die Zugänge dazu zu versperren sind. Diese Bahnhöfe wurden im engeren Sinne zu Geisterbahnhöfen. Einige Eingänge wurden gesperrt und hermetisch abgeriegelt – andere vereinzelt sogar eingeebnet, sodass sie von außen nicht mehr erkennbar waren.
Auf der oberirdischen Berliner Stadtbahn zwischen West- und Ost-Berlin (ab 1984: Linie S3) mit dem Endbahnhof Friedrichstraße gab es keinen Geisterbahnhof, da zwischen ihrer Endstation in Ost-Berlin und dem letzten Bahnhof in West-Berlin (Lehrter Stadtbahnhof) kein weiterer Haltepunkt lag. Ein oberirdischer (und ursprünglich nicht so bezeichneter, weil der Begriff über viele Jahre den Tunnelbahnhöfen vorbehalten blieb) Geisterbahnhof war der Bahnhof Bornholmer Straße, der auf Ost-Berliner Gebiet lag und von der Nord-Süd-S-Bahn ohne Halt durchfahren wurde. Das Empfangsgebäude am Grenzübergang Bornholmer Straße wäre von West-Berliner-Seite aus zugänglich gewesen. Bereits vor dem Mauerfall gab es Planungen, den Halt für die West-Berliner S-Bahn wiederzueröffnen.
Östlich der Bahnsteige gab es hinter der Mauer eine Verbindungskurve, auf der Ost-Berliner S-Bahn- und Fernzüge durch das Grenzgebiet fuhren. Auch der nächste Bahnhof in Richtung Nordwesten, der Bahnhof Wollankstraße, lag auf Ost-Berliner Gebiet, war jedoch von West-Berliner Seite ohne Kontrolle zugänglich, die S-Bahn-Züge des Westnetzes (ab 1984: Linie S2) hielten dort. Die Mauer verlief unmittelbar östlich des Bahnhofs, dessen Zugänge Richtung Ost-Berlin waren versperrt. Auch nach der Übernahme der S-Bahn-Betriebsrechte in West-Berlin durch die BVG 1984 wurden die Züge auf dem S-Bahnhof Wollankstraße weiter durch Personal der Deutschen Reichsbahn abgefertigt.

#### Sicherung der Stationen
Die Bahnhöfe waren für die Öffentlichkeit nicht zugänglich, die einstigen Zugänge waren geschlossen und vermauert worden, die meisten der Notausgänge zugeschweißt. Die Stationen waren mit bewaffneten Kräften der DDR-Transportpolizei bzw. vor allem bei den letzten Stationen vor der Grenze (Stadion der Weltjugend, Stadtmitte, Nordbahnhof, Potsdamer Platz, Bernauer Straße, Heinrich-Heine-Straße) der Grenztruppen besetzt. Teilweise waren auch für die Sicherungskräfte nur die Zwischengeschosse der Stationen zugänglich, von denen sie durch Sehschlitze die Bahnsteige überwachten. Später wurde ein Teil der Bahnsteige mit Lichtschranken überwacht.
Die direkt an der Grenze liegenden Stationen waren besonders gesichert. Beispielsweise waren im S-Bahnhof Potsdamer Platz alle Treppen zu den Bahnsteigen und die Türen zu diversen Nebenräumen zugemauert. Streifengänge fanden üblicherweise nur bis zum Streckenkilometer 3,92 (etwa in Höhe Stresemann-/Köthener Straße) statt, bis zur Grenze bei Kilometer 4,024 gelangten nur in Einzelfällen besondere Aufklärungstrupps.
Eine Besonderheit war der S-Bahnhof Nordbahnhof, wo es bis zur Übergabe der West-Berliner S-Bahn an die BVG im Jahr 1984 im oberirdischen Bahnhofsbereich ein Bahnbetriebswerk gab. Hierzu waren die Stellwerke Noa (oberirdisch) und Nou (im unterirdischen Bahnhof) mit Fahrdienstleitern der Deutschen Reichsbahn besetzt. Das Personal musste sich besonderer Kontrollen durch die Grenzorgane unterziehen, unangemeldete Kräfte im Störungsfall teilweise Stunden warten, bis sie zu ihren Arbeitsplätzen gelangen konnten. Bis 1971 war auch das unterirdische Stellwerk Pou im Bahnhof Potsdamer Platz mit Fahrdienstleitern besetzt, die sich ähnlichen Sicherungsprozeduren unterziehen mussten.

#### Liste der Geisterbahnhöfe

Karte der Geisterbahnhöfe in Berlin

Nebenstehende Karte zeigt die bis 1989 bestehende Situation im geteilten Berlin. Die Herkunft des Begriffes – hinsichtlich der Tunnelabschnitte – gibt sie nicht wieder.
- U-Bahn
  - U6: von Nord nach Süd, zwischen den West-Berliner Bahnhöfen Reinickendorfer Straße und Kochstraße
    - Stadion der Weltjugend (bis 1973: Walter-Ulbricht-Stadion, heute: Schwartzkopffstraße, letzter Bahnhof auf Ost-Berliner Gebiet)
    - Nordbahnhof (1991 bis 12/2009: Zinnowitzer Straße, heute: Naturkundemuseum)
    - Oranienburger Tor
    - Französische Straße (während der Teilung und seit 2020)
    - Stadtmitte, letzter Bahnhof auf Ost-Berliner Gebiet, der zur U2 gehörende Bahnsteig blieb weiter in Betrieb.

  - U8: von Nord nach Süd, zwischen den West-Berliner Bahnhöfen Voltastraße und Moritzplatz
    - Bernauer Straße, letzter Bahnhof auf Ost-Berliner Gebiet
    - Rosenthaler Platz
    - Weinmeisterstraße
    - Alexanderplatz (die Ladenpassage und die Bahnsteige für die Linien A, heute U2, und E, heute: U5, waren nicht gesperrt, gleichwohl gab es erhebliche Änderungen für die D-Linie U8)
    - Jannowitzbrücke
    - Heinrich-Heine-Straße, letzter Bahnhof auf Ost-Berliner Gebiet

Die U2 wurde 1961 getrennt und endete fortan am Bahnhof Thälmannplatz (heute: Mohrenstraße).
- S-Bahn
  - Berliner Nordbahn: zwischen Wollankstraße (ausschließlich von West-Berlin aus erreichbarer Bahnhof auf Ost-Berliner Gebiet) und Gesundbrunnen
    - Bornholmer Straße (kein „Geisterbahnhof“ im engeren Sinn, da oberirdisch gelegen)

  - Nord-Süd-Tunnel: von Nord nach Süd zwischen den West-Berliner Bahnhöfen Humboldthain und Anhalter Bahnhof
    - Nordbahnhof, letzter Bahnhof auf Ost-Berliner Gebiet
    - Oranienburger Straße
    - Unter den Linden (heute: Brandenburger Tor)
    - Potsdamer Platz, letzter Bahnhof auf Ost-Berliner Gebiet

#### Bahnhof Berlin-Friedrichstraße
Der Bahnhof Friedrichstraße war kein Geisterbahnhof im beschriebenen Sinne, hier konnten Fahrgäste von und nach West-Berlin ohne Grenzkontrollen zwischen der U6, der S2 (durch den Nord-Süd-Tunnel) und der S3 bzw. der Fernbahn (auf der Stadtbahn) umsteigen. Dazu wurde der in Ost-Berlin gelegene Bahnhof in einen Ost- und West-Bereich geteilt und diente mit dem 1962 auf dem Bahnhofsvorplatz errichteten und heute unter Denkmalschutz stehenden Tränenpalast auch als Grenzübergangsstelle. Der Ostbereich war Teil des Binnenverkehrsnetzes der Deutschen Reichsbahn, der Westbereich hingegen war hermetisch abgetrennt, vergleichbar mit der Transithalle internationaler Flughäfen, und konnte nur bei Nutzung eines Zuges Richtung West-Berlin verlassen werden. Alternativ war die DDR-Passkontrolle auf dem Weg nach Ost-Berlin zu durchqueren.
Der U-Bahnsteig war nur über einen langen Verbindungsgang vom unterirdischen S-Bahnsteig erreichbar. Alle anderen Ausgänge waren zugemauert. Auf den Bahnsteigen der S- und U-Bahn wurden Intershop-Verkaufsstellen mit speziellen Angeboten für West-Berliner Reisende – insbesondere zollfreie Spirituosen und Zigaretten – betrieben.

#### Bahnhof Alexanderplatz
Eine Besonderheit stellte der U-Bahnhof Alexanderplatz dar: Einerseits durften die Ladenpassage und die Bahnsteige für die Linien A (heute: U2) und E (heute: U5) nicht gesperrt werden, andererseits führte einer der Umstiege zwischen den beiden Linien direkt über den Bahnsteig der Linie D (heute: U8), die eine der von und nach West-Berlin führenden Linien war. Man mauerte hier den Bahnsteig einfach ab, sodass als Verteilerebene ein Gang verblieb. Diese Abmauerung war so gestaltet, dass sie sich von der anderen Ausstattung kaum unterschied und dadurch nicht weiter auffiel. Lediglich die Geräusche der dahinter durchfahrenden Züge erinnerten daran, dass es sich um einen (ehemaligen) Bahnhofsteil handelte. Das Betreten des U8-Bahnsteigs war für den Umstieg von der U2 auf die U5 nicht zwingend erforderlich, sodass lediglich der direkte Übergang von der U5 zur U8 vermauert wurde – ebenso der Zugang zur U8 von der Zwischenebene aus. Es gab allerdings auch immer andere Umstiegsmöglichkeiten zwischen U2 und U5, sodass die Abtrennung des U8-Bahnsteigs den Umstieg zwischen U2 und U5 sowie den Verkehr auf diesen beiden Linien nicht beeinträchtigte. Gesperrt war auch der im Berolinahaus befindliche direkte Zugang zur U8. Dieser wurde nur von den Sicherheitsorganen benutzt.

#### Wiedereröffnungen
Der erste wiedereröffnete Geisterbahnhof war Jannowitzbrücke (Linie U8), auf dem am 11. November 1989 – zwei Tage nach der Maueröffnung – wieder Züge hielten. Er wurde provisorisch mit handgezeichneten Zugzielanzeigen ausgestattet, ähnlich wie im Bahnhof Friedrichstraße wurde eine provisorische DDR-Passkontrolle auf der Mittelebene eingerichtet. Am 22. Dezember 1989 folgte als zweiter Bahnhof Rosenthaler Platz (Linie U8) mit einer ebensolchen Passkontrolle.
Der dritte Bahnhof war Bernauer Straße (Linie U8) am 12. April 1990. Es wurde zunächst jedoch nur sein nördlicher Ausgang geöffnet, der direkt an West-Berlin grenzte, sodass die Einrichtung einer Grenzkontrolle nicht nötig war. Der südliche Ausgang wurde gleichzeitig mit den restlichen Bahnhöfen der U6 und U8 am 1. Juli 1990 geöffnet, dem Tag der Währungs-, Wirtschafts- und Sozialunion zwischen den beiden deutschen Staaten, an dem auch alle Grenzkontrollen entfielen.
Am 2. Juli 1990 folgte dann Oranienburger Straße als erste S-Bahn-Station. Nach notwendiger Renovierung folgten am 1. September 1990 die Stationen Unter den Linden und Nordbahnhof. Der Bahnhof Bornholmer Straße folgte am 12. Dezember 1990, zunächst nur am Bahnsteig der Westlinien. Für die Ost-Berliner Linien wurde ein zweiter provisorischer Bahnsteig am 5. August 1991 dem Verkehr übergeben. Als letzter Geisterbahnhof wurde am 3. März 1992 der S-Bahnhof Potsdamer Platz nach einer umfangreichen Sanierung des Nord-Süd-Tunnels dem Verkehr übergeben.
Im Berliner Untergrund gibt es weitere angefangene Bauwerke, die möglicherweise nie in Betrieb gehen werden.

### Außerhalb Berlins

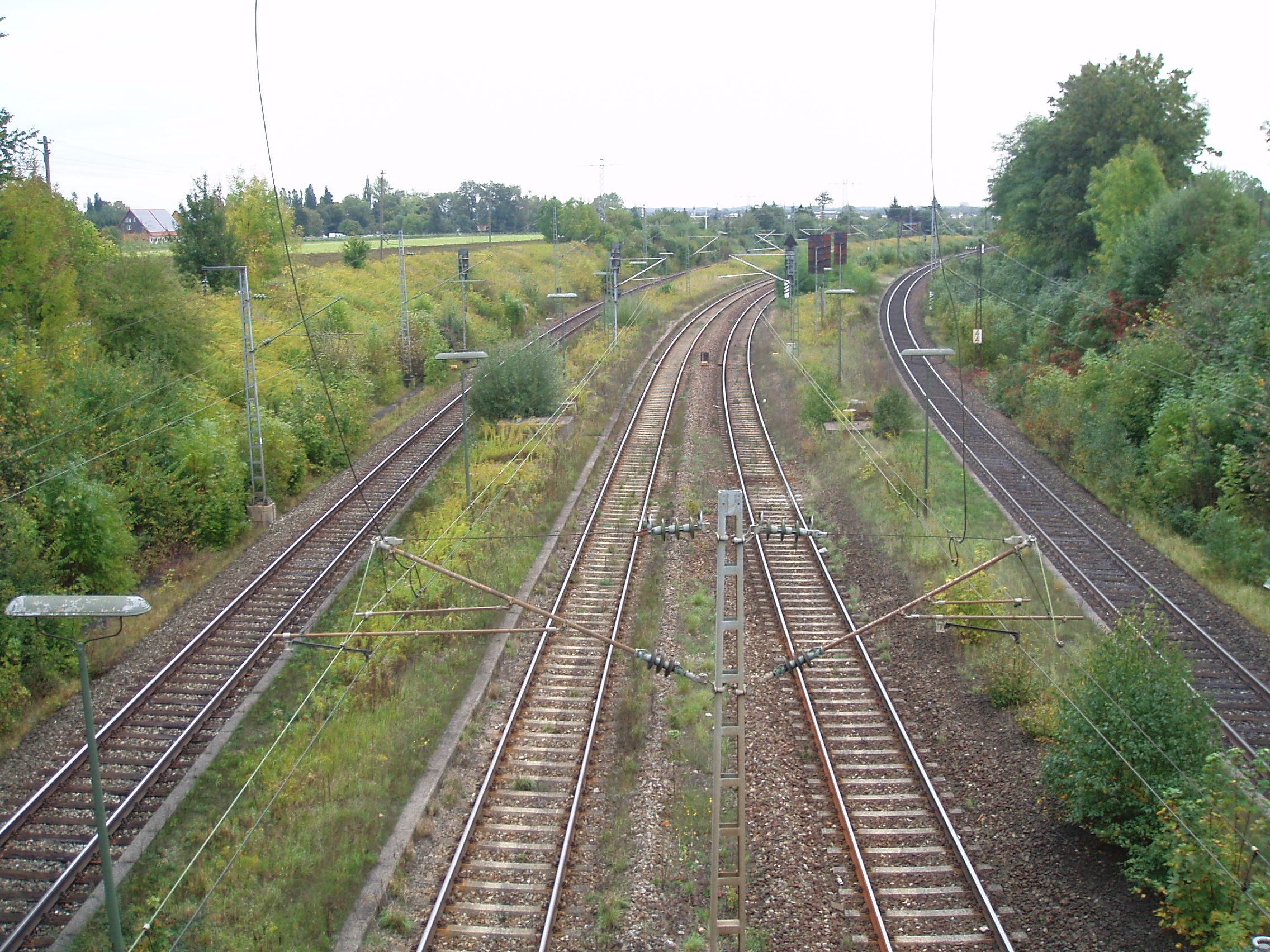
Ungenutzte Bahnsteige des Haltepunktes Augsburg Hirblingerstraße

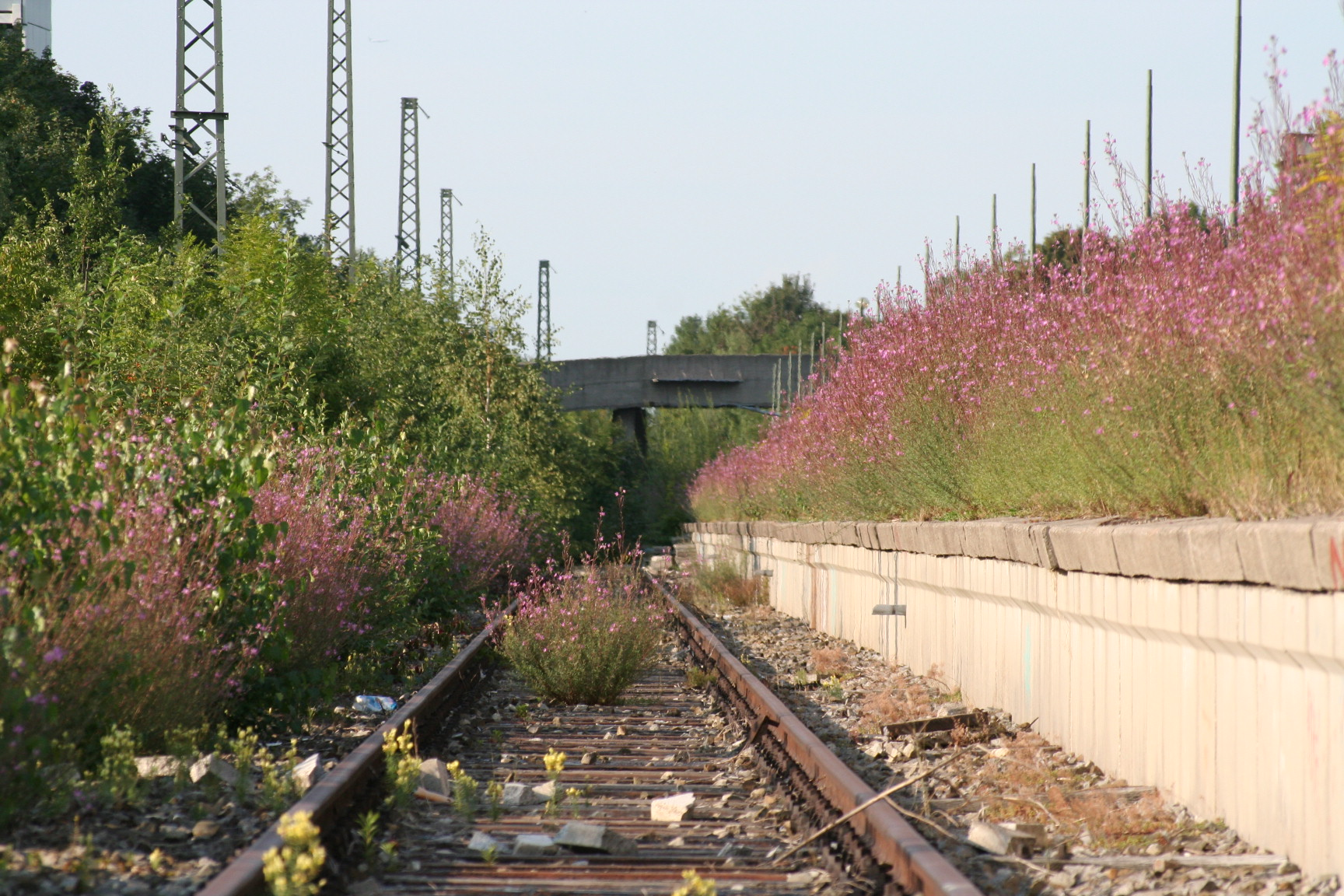
Bahnhof München Olympiastadion

Ungenutzter Bahnhof Beimoor in Großhansdorf bei Hamburg

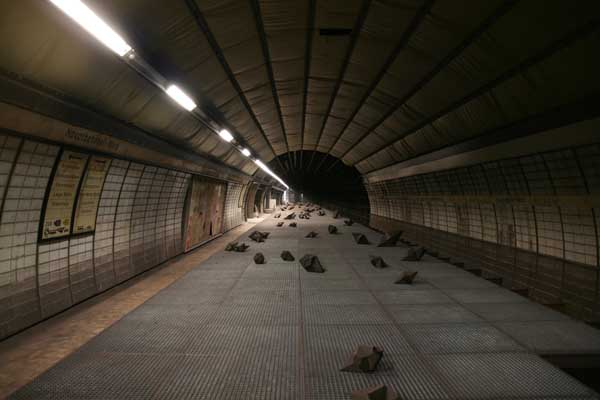
Ungenutzte Nordröhre, zukünftig vorgesehen für die U5
Hauptbahnhof-Nord in Hamburg

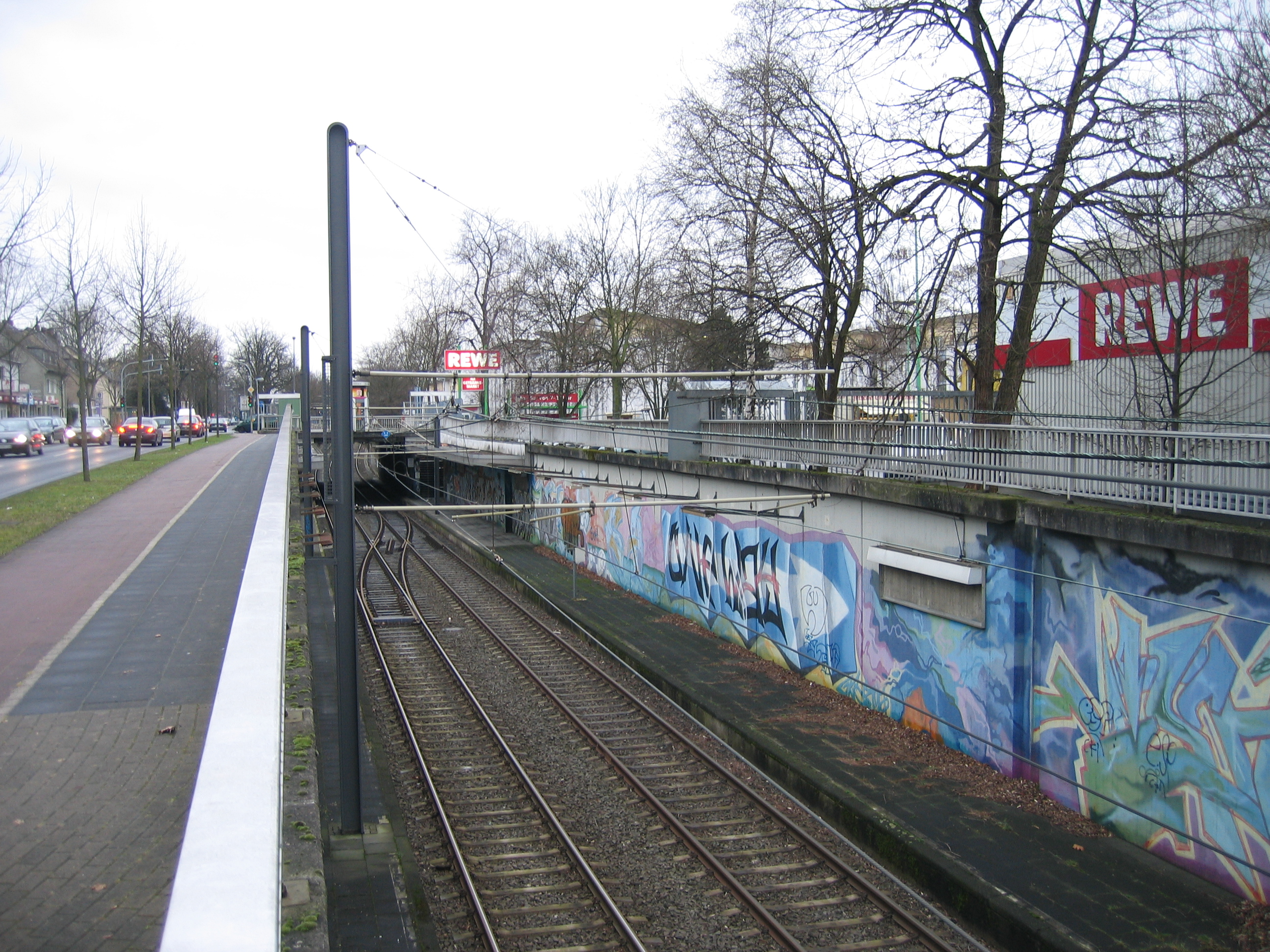
Stillgelegte Stadtbahnstation Fixheider Weg in Köln

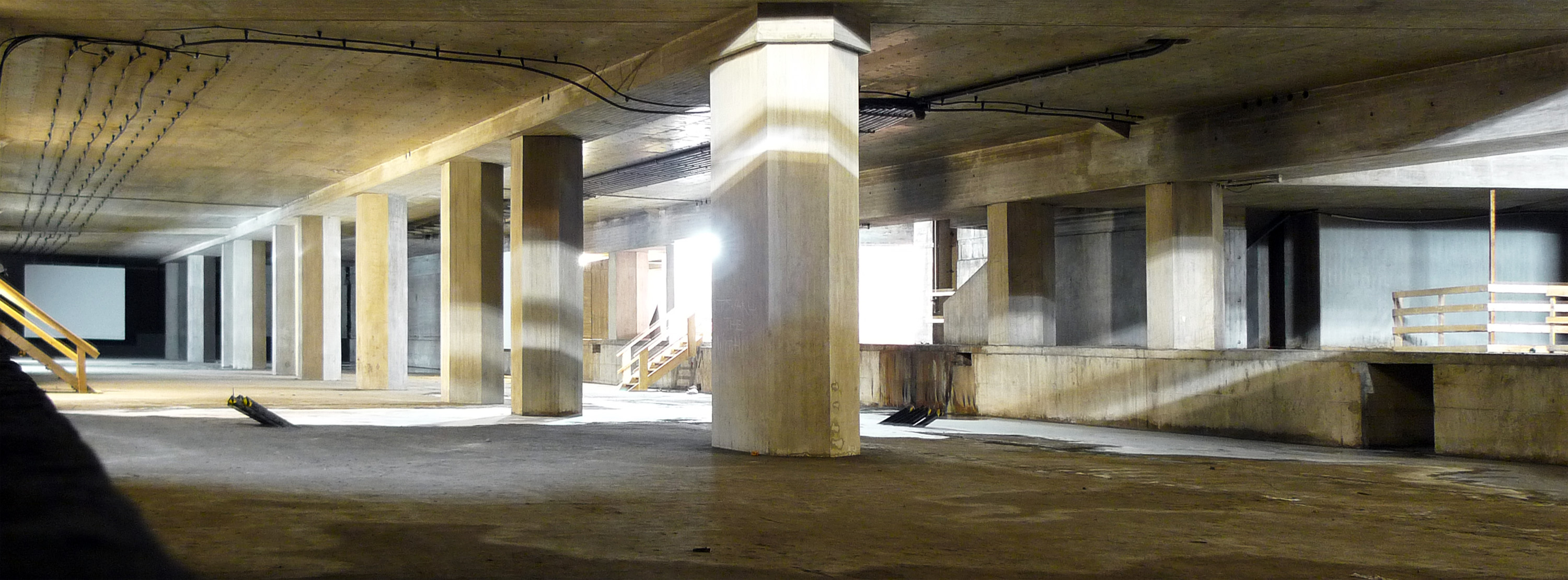
Ungenutzte Tunnelhaltestelle „Hauptbahnhof“ in Hannover

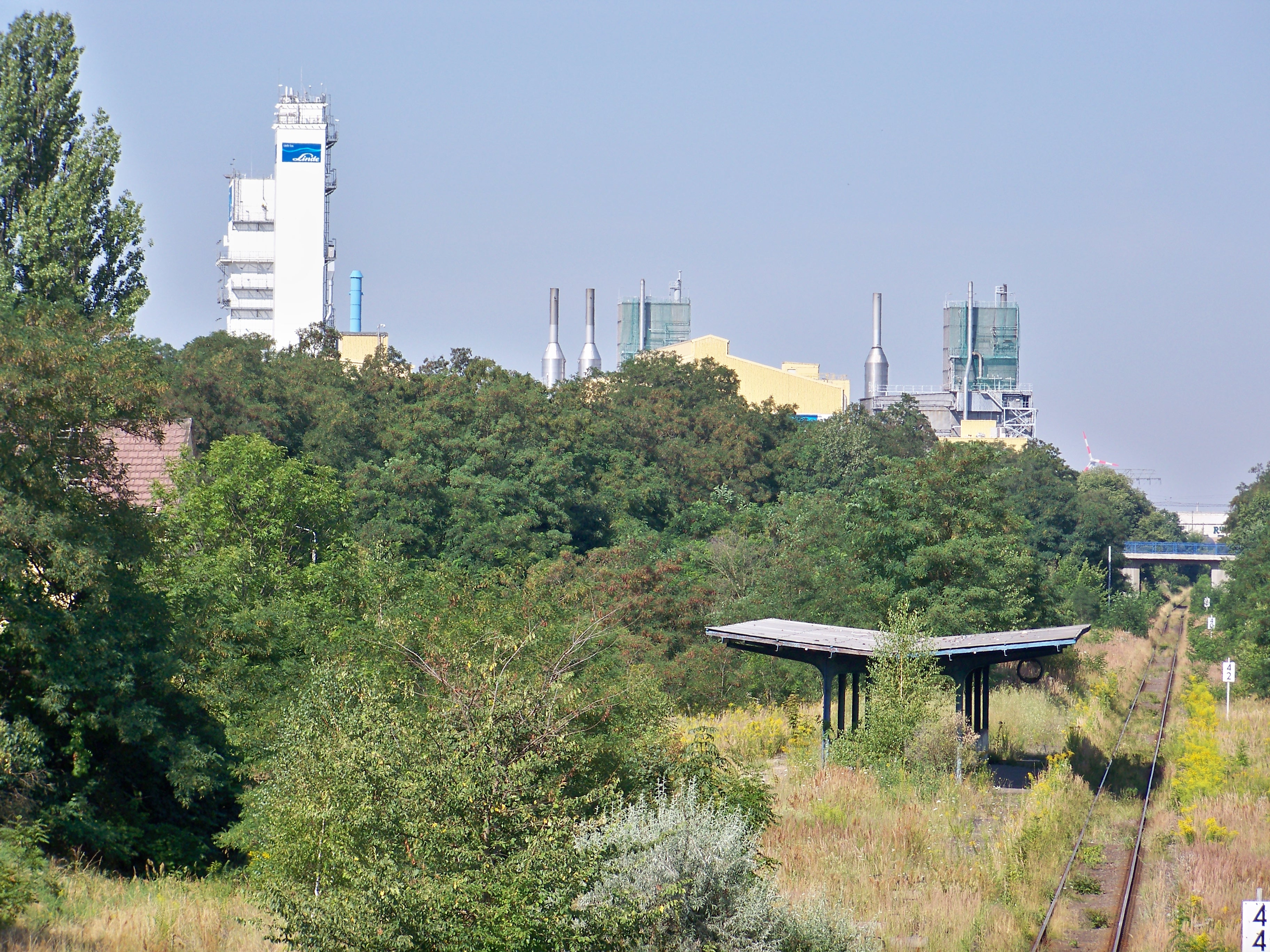
Bahnhof Leuna, 2009

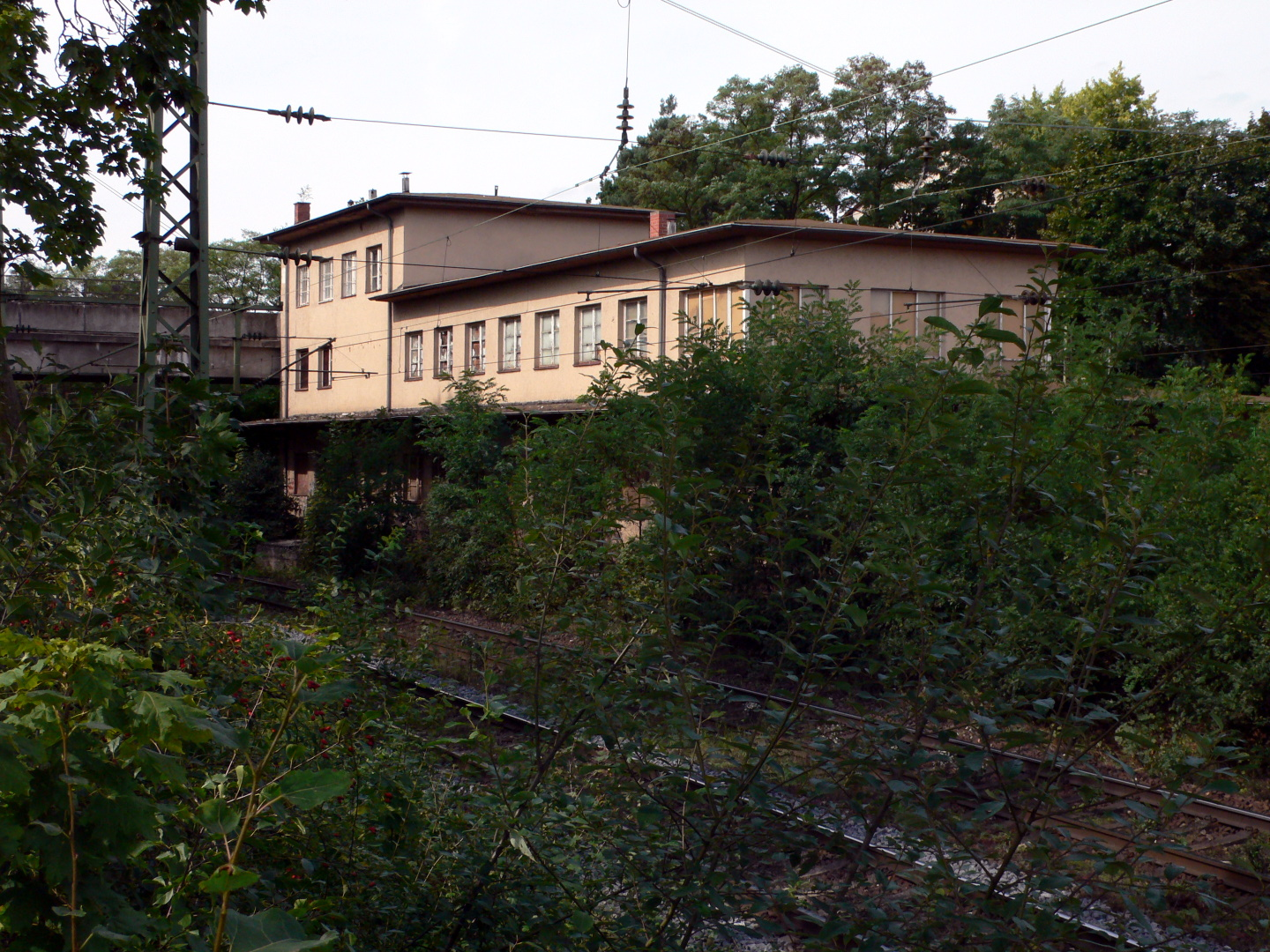
Bahnhof Zollhaus in Nürnberg, 2008

Geisterbahnhöfe im ursprünglichen Sinne gab es ansonsten weder in der Bundesrepublik noch in der DDR. Unabhängig davon wurden bzw. werden Stationen und Haltepunkte oder Bahnhöfe, die jedoch eher als nicht gebaute oder stillgelegte Bahnanlagen zu sehen wären, als solche bezeichnet:
- Augsburg Hirblingerstraße: Der Haltepunkt wurde im Zuge der Neutrassierung der Bahnstrecke Augsburg–Ulm im Abschnitt Augsburg-Oberhausen–Neusäss Anfang der 1930er Jahre auf Höhe des späteren Stadtteils Augsburg-Bärenkeller errichtet. In den letzten Betriebsjahren hielten hier meist nur noch die Personenzüge von und nach Welden. Wegen der Ertüchtigung des Streckenabschnittes auf ICE-Tempo wurde der Haltepunkt Anfang der 1990er Jahre geschlossen. Eine Reaktivierung im Rahmen des Projektes Regio-Schienen-Takt Augsburg ist in Planung.
- Detmold-Remmighausen: Der um 1895 fertiggestellte Bahnhof wurde 1975 wegen mangelnder Rentabilität geschlossen. Das Empfangsgebäude und ein Nebengleis sind heute im Besitz der Lippischen Eisenindustrie. Der Bahnhof wird im Güterverkehr weiter bedient, ferner finden dort weiterhin Zugkreuzungen statt.
- Detmold-Nienhagen: Die Bedienung dieses Bahnhofs im Personenverkehr wurde 1988 eingestellt. Im September 2005 wurden die letzten drei Weichen ausgebaut und der Bahnhof außer Betrieb genommen; Züge fahren hier durch.
- Duisburg – Angerbogen: An der Stadtbahn-Strecke zwischen Duisburg und Düsseldorf wurde 1974 im Süden der Stadt zur Erschließung einer Trabantenstadt ein Bahnhof gebaut. Erst 2002 wurde mit dem Bau einer Siedlung (mit bedeutend weniger Wohnraum als ursprünglich geplant) auf dem Gelände begonnen. Der damals 10,5 Millionen Euro teure Bahnhof ist immer noch ungenutzt, die Treppen wurden entfernt und Zugänge zugemauert.
- Duisburg – Carstanjens Gärten: Unter dem Lutherplatz existiert direkt östlich der Rampe der Bahnhof Carstanjens Gärten im Rohbau als Bauvorleistung für eine Weiterführung des Tunnels in Richtung Zoo/Universität/Mülheim an der Ruhr.
- Düsseldorf Flughafen Abflug E: ein Interimshalt für die S-Bahn-Linien S1 und S21 im Jahr 1998, der auch nur in Richtung Düsseldorf-Flughafen Terminal bedient wurde. Heute erinnert nur noch die Plattform daran, die man bei einer Fahrt mit der Kabinenbahn SkyTrain betrachten kann.
- Düsseldorf – Kalkum: Der Bahnhof Kalkum war ein seit 1846 genutzter Halt an der Bahnstrecke Köln–Duisburg. Nach Eröffnung der S-Bahn Rhein-Ruhr wurde er zuletzt noch von der Linie S1 (zeitweise auch S21) zwischen Angermund und Düsseldorf-Unterrath (bzw. dem Terminal des Düsseldorfer Flughafens) bedient. Verfallene Reste der überdachten Bahnsteige sind heute noch deutlich erkennbar. Am 27. Mai 1990 wurde dieser Bahnhof aufgrund des gering eingestuften Bedarfs aufgegeben.
- Essen – Opernhaus/Musiktheater: Nach den unterirdischen Anlagen südlich des U-Bahnhofes Essen Hbf sollte der erstgenannte Bahnhof in Fortführung der Stadtbahn Rhein-Ruhr in Richtung Essen-Kray liegen. Gebaut wurden lediglich die westliche Bahnhofstrompete (Aufweitung des Tunnels vom normalen Querschnitt auf die Bahnhofsbreite), die jedoch durch die Behelfsrampe zur Haltestelle Aalto-Theater teilweise überschüttet ist. Die Zufahrt zu der unter dem Bahnhof geplanten Betriebswerkstatt ist von der Gleisschleife Essen Hbf erreichbar. Ein Geisterbahnhof im eigentlichen Sinne existiert nicht.[10]
- Großhansdorf – Beimoor: In der Verlängerung der Hamburger U-Bahn-Linie U1 befindet sich hinter der Endhaltestelle Großhansdorf auf ehemaligem Hamburger Gebiet die nie in Betrieb genommene Haltestelle Beimoor.
- Hamburg – Hauptbahnhof Nord: Der U-Bahnhof wurde Ende 1968 mit vier Bahnsteigröhren eröffnet, von denen bislang lediglich die beiden inneren für die Linien U2 und U4 genutzt werden. Die beiden äußeren Röhren wurden als Bauvorleistung für eine seinerzeit geplante Linie zwischen den Stadtteilen Lurup und Winterhude erstellt, die jedoch nicht zur Umsetzung kam. Die ungenutzten Röhren wurden teilweise ausgestattet und sogar mit Werbeplakaten versehen, jedoch bereits kurz nach der Eröffnung der Haltestelle (29. September 1968) wieder verschlossen. Die Nordröhre wird seit den 1990er Jahren für eine Kunstinstallation genutzt. Im Zuge der laufenden Planungen für die U5 ist eine Aktivierung der äußeren Röhren für die neue Linie vorgesehen.[11]
- Hamburg – Hellkamp: Auf der U2 der Hamburger U-Bahn befindet sich im Stadtteil Eimsbüttel zwischen den Stationen Osterstraße und Lutterothstraße die ehemalige Endhaltestelle Hellkamp, die 1914 eröffnet wurde. 1965 wurde die Linie als U2 zunächst bis Hagenbecks Tierpark verlängert. Zugunsten der Haltestelle Lutterothstraße wurde die unterirdische Station aufgegeben. Die Lage ist heute nur noch an der Aufweitung des Tunnels und einigen Fliesen an den Wänden zu erkennen.
- Hamburg – Sengelmannstraße: Der U-Bahnhof wurde 1975 mit zwei Mittelbahnsteigen eröffnet, von denen bislang lediglich der südliche durch die Linie U1 genutzt wird. Der zweite Bahnsteig wurde als Vorleistung hergestellt, um die Station im viergleisigen Richtungsbetrieb zwischen U1 und der geplanten, jedoch letztlich nicht umgesetzten Linie zwischen den Stadtteilen Lurup und Winterhude bedienen zu können. Im Zuge des laufenden Um- und Ausbaus für die U5 wird die Station entsprechend der ursprünglichen Planung hergestellt. Hierbei werden die bestehenden Bahnsteige allerdings nicht weitergenutzt bzw. aktiviert, sondern vollständig zurückgebaut und durch Neubauten an gleicher Stelle ersetzt.[12]
- Hannover – Hauptbahnhof: Unterhalb der in Betrieb befindlichen Ebene der U-Bahn-Haltestelle Hauptbahnhof befindet sich eine weitere im Rohbau unvollendete Station, die eine Vorleistung zu einem (zurzeit nicht geplanten) unterirdischen Ausbau der D-Linie im Innenstadtbereich ist.
- Hattstedt – Bahnhof: Nur fünf Kilometer von Husum entfernt steht ein weiterer Bahnhof, der seit Ende 1980 nicht mehr in Betrieb ist. Da der Bahnhof nicht wirtschaftlich war, wurde dieser geschlossen. Noch heute ist der Bahnsteig vorhanden. Bei einer Modernisierung des Geländes Ende der 1990er Jahre wurden die beiden Schrankenanlagen, zwischen denen die Züge hielten, auf eine in der Mitte reduziert, was einen möglichen künftigen Betrieb erschweren würde. Immer wieder wurde spekuliert, den Bahnhof wieder an das Netz zu nehmen. Der Bahnhof wird ebenso wie der Husumer Nordbahnhof von der Marschbahn ohne Zwischenhalt durchfahren.
- Kassel – Niederzwehren: Der Personenverkehr wurde am 31. Mai 1985 eingestellt, der Zugang zum Inselbahnsteig zugemauert. Der Inselbahnsteig selbst existiert nach wie vor, Güterverkehr wird noch betrieben.
- Köln – Fixheider Weg: Diese Stadtbahnhaltestelle wurde 2003 durch die rund 200 m weiter südlich errichtete Haltestelle Im Weidenbruch ersetzt. Die beiden Seitenbahnsteige und die ehemaligen Zugangstreppen sind bis heute erhalten geblieben.
- Köln – Porz-Heumar: Der Bahnhof Porz-Heumar an der Bahnstrecke Köln-Kalk–Overath ist mit Gleisen und Empfangsgebäude noch vorhanden, allerdings hält die Regionalbahn nach Marienheide seit der Stilllegung in den 1980er Jahren hier nicht mehr. Der Bahnhof wird nur noch benutzt, wenn wegen Bauarbeiten die anderen Bahnhöfe und Haltepunkte in der Nähe nicht in Betrieb sind.
- Köln – Bahnhof Deutz/Messe Kölnarena: Als die Stadtbahn Deutz in Ost-West-Richtung im Tunnel gebaut wurde, erfolgte als Vorleistung im Bereich Deutz/Messe der Bau einer Tunnelstation für die Deutzer Nord-Süd-Stadtbahn in der dritten Ebene. Diese ist bis heute ungenutzt und wird nach aktuellem Planungsstand nicht mehr in Betrieb genommen.
- Köln – U-Bahnhof Heumarkt: Über der Ebene der Nord-Süd Stadtbahn wurde als Vorleistung für eine unterirdische Führung der Ost-West Stadtbahn eine Tunnelstation gebaut. Sie soll übergangsweise für die nächsten Jahre mit Ladenlokalen versehen werden.
- Köln – U-Bahnhof Severinstraße: Eine vollständig unterirdische Ost-West-Streckenführung zwischen Poststraße und der Rampe der Severinsbrücke ist eingeplant.
- Leuna: Bis 1998 verkehrten Züge der Bahnstrecke Merseburg–Leipzig; der Verkehr wurde jedoch am 23. Mai 1998 eingestellt und somit der Bahnhof Leuna nicht mehr bedient.
- Liebenau: Wurde im Mai 1978 aufgegeben, 1996 reaktiviert und im Dezember 2015 erneut stillgelegt. In seinen letzten Jahren war Liebenau mit insgesamt nur vier haltenden Zügen pro Tag einer der am wenigsten frequentierten Personenbahnhöfe in Deutschland.
- Ludwigshafen am Rhein: Im Zuge der Stilllegung des ehemaligen Stadtbahntunnels aus Kostengründen wurde die Station Danziger Platz komplett und die Station Rathaus teilweise stillgelegt.
- Marl-Drewer: Der Haltepunkt an der Strecke Gelsenkirchen-Buer Nord–Haltern wurde 1998 mit Aufnahme des S-Bahn-Betriebes geschlossen.
- München – Olympiastadion: Er wurde im Zuge der Olympischen Sommerspiele 1972 errichtet, um neben der Münchner U-Bahn ein zweites leistungsfähiges Transportmittel zum Olympiagelände zur Verfügung zu stellen. Nach dem Ende der Fußball-Europameisterschaft 1988 wurde der Bahnhof 1988 geschlossen.
- Nothberg – (Eschweiler): wird seit 2009 nicht mehr vom Regionalexpress angefahren. Die auf der Parallelstrecke verkehrende Euregiobahn hält jedoch im etwa 500 m nördlich liegenden Haltepunkt Eschweiler-Nothberg.
- Nürnberg-Langwasser: Der Bahnhof wurde als Bahnhof Nürnberg-Märzfeld im Rahmen der Errichtung des Reichsparteitagsgeländes 1938 eröffnet, aber nie fertig gestellt. 1987 wurde der Bahnhof für den Personenverkehr geschlossen und 1992 auch der Dienstpersonenverkehr aufgegeben, Gebäude und Bahnsteig existieren aber noch.
- Nürnberg-Zollhaus: Der Bahnhof Nürnberg-Zollhaus wurde im Rahmen der Errichtung des Reichsparteitagsgeländes 1933 verlegt und 1937 eröffnet. Nach der Einstellung des Personenverkehrs 1987 sowie des Dienstpersonenverkehrs 1992 wurde die Station aufgelassen, das denkmalgeschützte Gebäude und Teile des Bahnsteigs existieren aber noch.
- Oberhof: Wurde im Dezember 2017 für den Personenverkehr geschlossen. Die Schalterhalle (unbesetzt) war bis zuletzt zugänglich, das Bahnhofsrestaurant schon länger geschlossen. In der DDR hatte die Station vor Ort die Zusatzbezeichnung Bahnhof der Deutsch-Sowjetischen Freundschaft.
- ehemaliger Potsdamer Hauptbahnhof, insbesondere Teile davon. Seit April 2024 halten wieder die Züge auf beiden sich dort kreuzenden Strecken.
- Puttgarden: Die umfangreichen Gleisanlagen des Fährbahnhofs, der für den Fährverkehr nach Skandinavien einst ausgedehnte Gleisanlagen für den Personen- und Güterverkehr sowie ein Bahnbetriebswerk besaß, wurden im Laufe der Zeit immer weniger genutzt. Die weitläufigen Gleisanlagen für den Güterverkehr liegen bereits seit der Einstellung des Güterverkehrs über die Vogelfluglinie 1998 brach, die Gleisanlagen für den Personenverkehr wurden ebenfalls immer weiter reduziert, zuletzt wurden von einst sechs Bahnsteiggleisen nur noch zwei genutzt. 2019 endete der Fernverkehr über die Vogelfluglinie, seit 2022 ist auch der regionale Zugverkehr eingestellt und der Bahnhof somit endgültig außer Betrieb.
- Saarbrücken Messebahnhof: Der in den 1960er Jahren errichtete Messebahnhof schuf eine Bahnverbindung für Pendler zur Messe. Seit dem Jahr 1997 wurde dies von der Saarbahn-Linie S2 übernommen. 2006 fuhr die S2 das letzte Mal und der Linienverkehr wurde eingestellt, da auch die Messebusse für den Fahrgastbetrieb ausreichten. Anlässlich der 65. Saarmesse erfolgte ein letzter Betrieb 2009. Seitdem ist der Messebahnhof und die dazugehörende Rosseltalbahn komplett stillgelegt, allerdings sind Bahnhofsschild und Bahnsteige sehr gut zu erkennen.
- Schnöggersburg – Im Rahmen der Übungsstadt entstand 2012 für die Bundeswehr eine 350 Meter lange U-Bahn mit drei Stationen.
- Solingen – Alter Hauptbahnhof: Am 28. Mai 2006 wurde im Rahmen der Regionale 2006 der Haltepunkt Solingen-Grünewald und am 10. Dezember 2006 der Haltepunkt Solingen-Mitte in Betrieb genommen. Der dazwischen liegende alte Solinger Hauptbahnhof (1890–1913: Solingen Süd) wurde am 28. Mai 2006 stillgelegt, als Betriebsstelle aufgelassen und wird seitdem ohne Halt durchfahren. Die Bahnsteige und die Gleisbrücke sind aber noch zu erkennen. Das ehemalige Bahnhofsgebäude ist nun ein Museum. Seit dem 10. Dezember 2006 ist aus dem Bahnhof Solingen-Ohligs der Haupt- und Fernbahnhof von Solingen geworden.
- Starnberg: Am 12. Dezember 2004 wurde der Bahnhof im Mühlthal (zwischen Gauting und Starnberg) mit dem Fahrplanwechsel der S-Bahn München durch den neuen Bahnhof Starnberg Nord, rund einen Kilometer südlich ersetzt. Seitdem durchfährt die S6 diesen Bahnhof ohne Halt.
- Stuttgart-Zuffenhausen: Der Bahnhof wurde im Zuge der Einführung der S-Bahn Stuttgart in den 1970er Jahren neu gebaut. Da in der damaligen Zeit angedacht war, die Straßenbahn-Linie nach Stammheim durch eine U-Bahn zu ersetzen, die vom Haltepunkt Friedrichswahl unterirdisch in einer langen Kurve unter dem Bahnhof hindurch führt, wurden beim Bau des Bahnhofes Vorarbeiten für den Bau einer U-Bahn-Station geleistet. Nach Fertigstellung des Bahnhofs dauerte es jedoch über 25 Jahre, bis es überhaupt zu konkreten Plänen zur Konvertierung der Straßenbahnlinie 15 auf Stadtbahn-Betrieb kam. Mit dem Bau des nordwestlichen Astes zur neuen Linie U15 (Bau: 2007–2011) wurde die endgültige Trasse nicht über den Bahnhof in Zuffenhausen geführt.
- Vorwohle: Als Trennungsbahnhof zwischen der Strecke Altenbeken-Kreiensen und der hier beginnenden Vorwohle-Emmerthaler Eisenbahn hatte der Bahnhof einst eine gewisse Bedeutung. 1974 wurde der Personenverkehr auf der Strecke nach Emmerthal endgültig eingestellt, seit 1978 wird der Bahnhof auch von Zügen der Strecke Kreiensen-Altenbeken nicht mehr bedient. Der ehemalige Mittelbahnsteig mitsamt Bahnsteigüberdachung und Stationsschildern blieb jedoch noch lange erhalten und wurde erst 2020 demontiert.

## Situation in Österreich (Auswahl)

### Innerhalb Wiens
Die Haltestelle Unterdöbling der Vorortelinie war die einzige, die nach Wiederinbetriebnahme der Strecke nicht reaktiviert wurde, die Ausbuchtungen der ehemaligen Bahnsteige sind aber noch zu erkennen.
Die Haltestelle Strandbäder wurde im Zuge des Baus der U6 vom 4. Mai bis 1. Juni 1996 gesperrt, was dazu genutzt wurde, den Eingang von der Nordostseite auf die Südwestseite zu verlegen. Die gleich daneben liegende U6-Haltestelle Neue Donau führte aber zu einer weiteren Abnahme der ohnehin geringen Frequenz der S-Bahn-Station, sodass diese mit 24. September 2000 stillgelegt wurde. Die beiden Seitenbahnsteige wurden im Frühling 2024 im Zuge der Modernisierungsarbeiten der S-Bahn-Stammstrecke abgerissen.
Die Station Lerchenfelder Straße der U-Bahn-Linie U2 wurde am 27. September 2003 aufgelassen. Aufgrund der Verlängerung der Bahnsteige von 75 auf 115 m auf der gesamten Linie der U2 verkürzte sich der ohnedies knappe Stationsabstand zur U-Bahn-Station Volkstheater. Es wurden zwar Verkleidungselemente, Stationsschilder und Sitzbänke entfernt, dennoch sind die Seitenbahnsteige dieses Geisterbahnhofs beim Durchfahren mit der U-Bahn nach wie vor gut zu erkennen.
Die Haltestelle Kahlenbergerdorf der S-Bahn Wien wurde am 12. Dezember 2004 außer Betrieb genommen, da die Auslastung der Station zu gering war bzw. parallel verkehrende Buslinien die Verkehrsleistung ausreichend erbringen. Stiegenaufgänge und Unterführungen dienen aber noch als Verbindungswege zwischen Kahlenbergerdorf und Donau.
Die Bahnstation Breitenleer Straße wurde aufgrund der Einstellung der S-Bahn-Linie und der geringen Frequenz am 2. Oktober 2010 aufgelassen.
Ebenso wurde nach der Eröffnung der U2-Haltestelle Donaustadtbrücke im Jahr 2010 am 14. Dezember 2014 die Haltestelle Wien Lobau an der Laaer Ostbahn aufgrund zu geringer Auslastung aufgelassen.
Der Bau des ehemaligen Verschiebebahnhofs Breitenlee wurde am Anfang des Ersten Weltkriegs begonnen, später aber mangels Bedarf nie fertiggestellt. Er beinhaltete sogar einen Personenhalt. Die meisten Gleise wurden schon um 1926 abgetragen, heute gibt es nur noch einen verwachsenen Gleisstumpf und ein Gütergleis, das sehr selten genutzt wird.
Die U2-Station An den alten Schanzen bzw. Oberes Hausfeld ist eine U-Bahn-Haltestelle, die sich seit 2014 im Rohbau befindet. Im Jänner 2020 schrieben die Wiener Linien die Ausschreibung zur Fertigstellung der Haltestelle aus. Der Bau soll voraussichtlich Anfang 2025  abgeschlossen sein – wann die Station eröffnet wird, hängt vom Bedarf ab. Ebenfalls ist der endgültige Name noch nicht festgelegt.

### Außerhalb Wiens

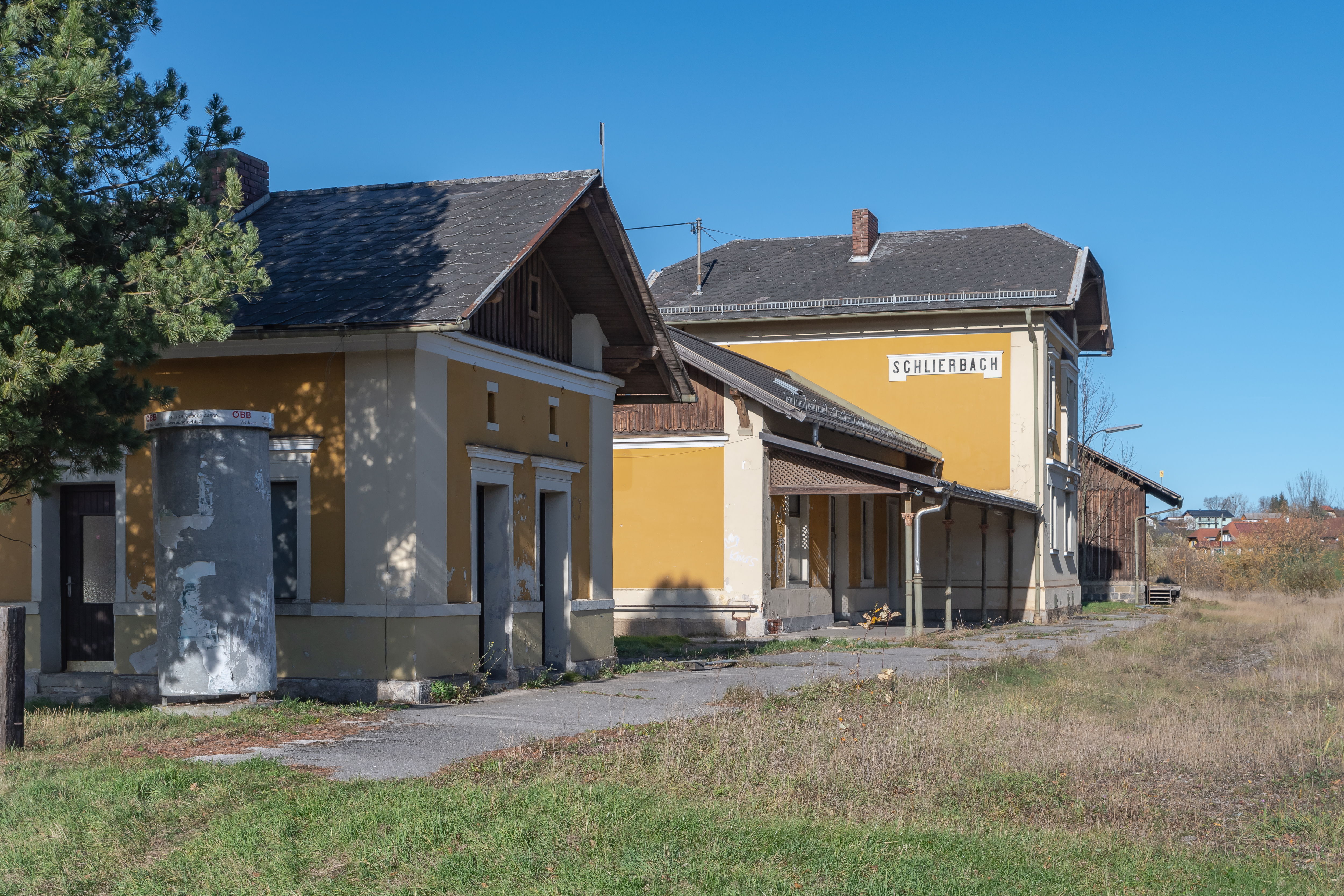
Bahnhof Schlierbach

- Ederbauer: Bahnhof der Westbahn 2009 aufgelassen.
- Lest-Neumarkt: Haltestelle der Summerauer Bahn 2005 aufgelassen.
- Reichenfels: Da mit 31. Juli 2010 der Personenverkehr zwischen Bad St. Leonhard und Zeltweg eingestellt wurde und auf dieser Strecke nur noch Busse verkehren, ist der Bahnhof Reichenfels seither nicht mehr in Betrieb. Lediglich für betriebsinterne Zwecke wird der Geisterbahnhof Reichenfels/St. Peter genutzt, der sich im Besitz der ÖBB Immobilien GmbH befindet.[13]
- Schlierbach: Bahnhof 2007 aufgelassen aufgrund der Streckenverlegung der Pyhrnbahn, eine Haltestelle wurde an der neuen Strecke errichtet.[14]
- Schön: Haltestelle der Pyhrnbahn 2005 aufgelassen.[15]
- Selker: Haltestelle der Summerauer Bahn 2010 aufgelassen.
- Taxwirt: Ein weiterer Bahnhof im Gebiet von Reichenfels ist die Eisenbahnhaltestelle Taxwirt, die sich an der Grenze zwischen Kärnten und der Steiermark befindet.[13]

## Weitere „Geisterbahnhöfe“ (Auswahl)

### Europa
- Antwerpen: Die zweite Achse der Premetro Antwerpen war jahrzehntelang nur im Rohbau fertig, weshalb es dort jahrelang acht spookstations gab. Mittlerweile wurde ein Teil eröffnet; es gibt nur noch sieben spookstations.
- Barcelona: Die Station Correos, auf der gelben Linie an der Hauptpost von Barcelona gelegen, wurde 1974 außer Betrieb genommen. Bis zur Außerbetriebnahme wurde dort auch Post per U-Bahn verladen.
- Brüssel: Die Station Sainctelette zwischen Ribaucourt und Yser/IJzer wurde zwar im Rohbau zehn Jahre gebaut, aber bei Inbetriebnahme der dortigen Strecke 1988 nie eröffnet, da sie zu kurze Abstände zu den anderen Stationen hatte. Trotzdem sind während der Fahrt die Säulen und Treppen deutlich zu sehen.
- Canfranc: Der einstige Grenzbahnhof zwischen Frankreich und Spanien verfügte über ausgedehnte Gleisanlagen und ein riesiges Empfangsgebäude. Infolge der Einstellung des grenzüberschreitenden Fernverkehrs wird der Bahnhof nun nur noch von wenigen Regionalzügen angefahren, das prächtige große Empfangsgebäude und große Teile der Gleisanlagen werden folglich großenteils nicht mehr benötigt, lagen lange Zeit brach und verfielen zusehends.
- Charleroi: Die Stationen Neuville, Chet, Pensée und Centenaire der Stadtbahn Charleroi sind, ebenso wie die Strecke, seit 1987 betriebsfähig fertiggestellt, wurden aber noch nie im Fahrgastbetrieb genutzt. Weitere Stationen befinden sich im Rohbau.
- Kanton Aargau: Zwischen Laufenburg und Koblenz AG sowie Frick und Brugg besteht heute kein Regionalverkehr mehr. An letztgenannter Strecke ist insbesondere Schinznach-Dorf zu nennen.
- London: In der britischen Hauptstadt gibt es zahlreiche ungenutzte Bahnhöfe. → Hauptartikel: Geschlossene Stationen der London Underground
- Madrid: Station Chamberi, Linie 1 der Metro Madrid zwischen Bilbao und Iglesia. Durch die Verlängerung der Bahnsteige von 60 auf 90 Meter betrug der Abstand von Chamberi nach Iglesia nur noch etwa 250 Meter, sodass sie geschlossen wurde. Heute dient der ehemalige Bahnhof als Museum.

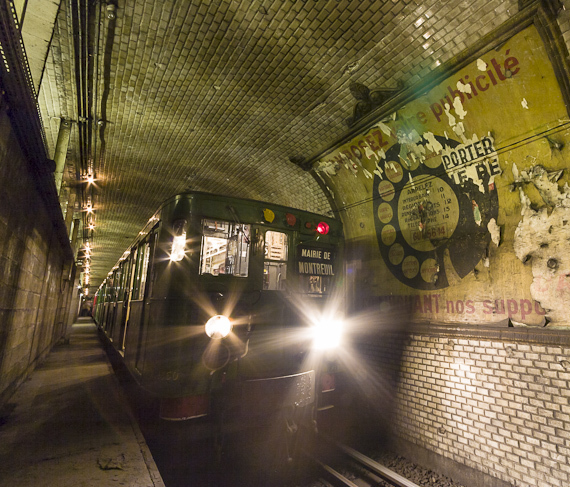
Zug der Baureihe Sprague-Thomson bei der Durchfahrt durch den Geisterbahnhof („Station fantôme“) Saint-Martin der Métro Paris

- Moskau: Der 1975 errichtete U-Bahnhof Wolokolamskaja der Tagansko-Krasnopresnenskaja-Linie wurde zwecks Anschluss eines letztlich nie realisierten Wohngebiets gebaut. Die Station wurde als Stadion Spartak fertiggestellt und nunmehr am 27. August 2014 eröffnet. Der ursprüngliche Name Wolokolamskaja wurde inzwischen einem anderen Moskauer U-Bahnhof gegeben, der Ende 2009 eröffnet wurde.
- Paris: Dort gibt es diverse geschlossene Stationen oder Bahnsteige – Arsenal, Champ de Mars, Croix-Rouge, Gare du Nord (ein Bahnsteig), Haxo, Invalides (ein Bahnsteig), Porte des Lilas-Cinéma, Porte Maillot (ein Bahnsteig), Porte Molitor / Murat, Saint-Martin, Victor Hugo (alter Bahnhof). → Hauptartikel: Geisterbahnhöfe der Métro Paris
- Stockholm: Der U-Bahnhof Kymlinge (Blaue Linie) wurde beim Bau der Linie vorbereitet, aber letztendlich nie in Betrieb genommen, da der ursprünglich geplante umliegende Stadtteil nie errichtet wurde. Heute liegt die Station teilweise in einem Naturreservat, weswegen eine Nutzung nicht absehbar ist.

### Amerika

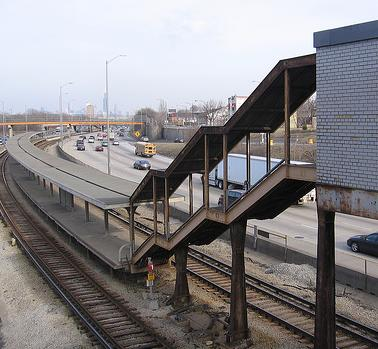
Die Station Kostner im Westen Chicagos war nur von 1962 bis 1973 in Betrieb und ist seitdem geschlossen

- Chicago: Dort wurden zur technischen Beschleunigung im Laufe der zweiten Hälfte des 20. Jahrhunderts zahlreiche schwach frequentierte Stationen der örtlichen Hochbahn aufgelassen und abgebrochen. Einige aber blieben bis heute stehen, weil sie einst mit Fördermitteln des Bundes errichtet oder renoviert wurden, die im Falle des Abbruchs zurückgezahlt werden müssten.
- New York: Bei der New York City Subway wurden in den 1950er Jahren an einigen Strecken die Bahnsteige verlängert, sodass sie nunmehr Züge von zehn statt wie zuvor fünf Wagen Länge aufnehmen konnten. Dies hätte jedoch an einigen Stellen sehr geringe Stationsabstände bedeutet, was zur Schließung einiger Bahnhöfe führte, die von den Zügen heute ohne Halt durchfahren werden.[16] Besonders zu erwähnen ist die Station City Hall, die, an der ersten New Yorker Strecke liegend, lange Zeit als das Beste galt, was die New York City Subway zu bieten hatte. Sie wurde 1945 wegen zu weniger Fahrgäste stillgelegt. Das einzige Gleis der Station, in einer großen Schleife liegend, wird aber weiterhin als Wendegleis der Linie 6, die nun am nahegelegenen Bahnhof Brooklyn Bridge endet, genutzt. Es ist erlaubt, die Züge zwischen dem Ankunfts- und dem Abfahrtsbahnsteig der Station Brooklyn Bridge zu benutzen.
- Toronto: Der U-Bahnhof Bay an der Bloor-Danforth-Linie der Toronto Subway besitzt unterhalb der heute genutzten Station noch eine zweite Bahnsteigebene. Sie diente als Zustiegsmöglichkeit für Züge, die ab Februar 1966 von Osten her kommend Richtung Museum auf die heutige Yonge-University-Linie abbogen. Weil sich diese Linienführung aber schnell als technisch äußerst ungünstig erwies, nahmen bereits im September desselben Jahres keine Züge mehr diesen Weg. Die Station ist aber immer noch voll betriebsbereit.